# Dick Westmoreland
Richard Carl Westmoreland (17 febbraio 1941) è un giocatore di football americano statunitense che milita nel ruolo di defensive back nell'American Football League (AFL).

## Carriera
Westmoreland giocò con i San Diego Chargers dal 1963 al 1965, vincendo il campionato AFL nella sua prima stagione. Nel 1966 passò ai neonati Miami Dolphins con cui l'anno successivo disputò la sua miglior stagione da professionista guidando la lega con un record di franchigia ancora attivo di 10 intercetti, venendo convocato per l'All-Star Game. Si ritirò dopo la stagione 1969 con 22 intercetti in carriera.

## Palmarès

### Franchigia
- Campionati AFL : 1

San Diego Chargers: 1963

### Individuale
- AFL All-Star: 1

1967